# 401 v. Chr.
Portal Geschichte | Portal Biografien | Aktuelle Ereignisse | Jahreskalender | Tagesartikel

◄ |
6. Jahrhundert v. Chr. |
5. Jahrhundert v. Chr. |
4. Jahrhundert v. Chr. |
►

◄ | 420er v. Chr. | 410er v. Chr. | 400er v. Chr. | 390er v. Chr. |
380er v. Chr. |
►

◄◄ | ◄ | 404 v. Chr. | 403 v. Chr. | 402 v. Chr. | 401 v. Chr. |
400 v. Chr. |
399 v. Chr. |
398 v. Chr. |
► |
►►

## Ereignisse

### Politik und Weltgeschehen

#### Persisches Reich
Aufgrund der schlechten Leistungen Artaxerxes II. im Kampf gegen die Freiheitsbestrebungen Ägyptens, vor allem aber aufgrund eigenen Ehrgeizes, will sein jüngerer Bruder Kyros der Jüngere die Regierung des Achämenidenreiches übernehmen. Mit Unterstützung Spartas, dessen Parteigänger er im Peloponnesischen Krieg gewesen ist, gewinnt er ein stattliches Heer griechischer Söldner. Die entscheidende Schlacht bei Kunaxa wird im Herbst etwas oberhalb von Babylon am Euphrat zwischen den Heeren der beiden Brüder geschlagen.
Kyros siegt zwar, fällt aber in der Schlacht, was die Aufgabe seines Söldnerheeres hinfällig werden lässt. Unter der Führung des Atheners Xenophon und des Spartaners Cheirisophos schlägt sich der sogenannte Zug der Zehntausend durch das ganze Perserreich hindurch und erreicht im folgenden Jahr die mit griechischen Städten besetzte Südküste des Schwarzen Meeres.

#### Italien
Marcus Furius Camillus ist erstmals römischer Konsulartribun und kämpft in dieser Position gegen die etruskischen Städte Veio und Tarquinia und die mit ihnen verbündeten Falisker in Falerii, die sich den Expansionsbestrebungen Roms widersetzen.

### Kultur

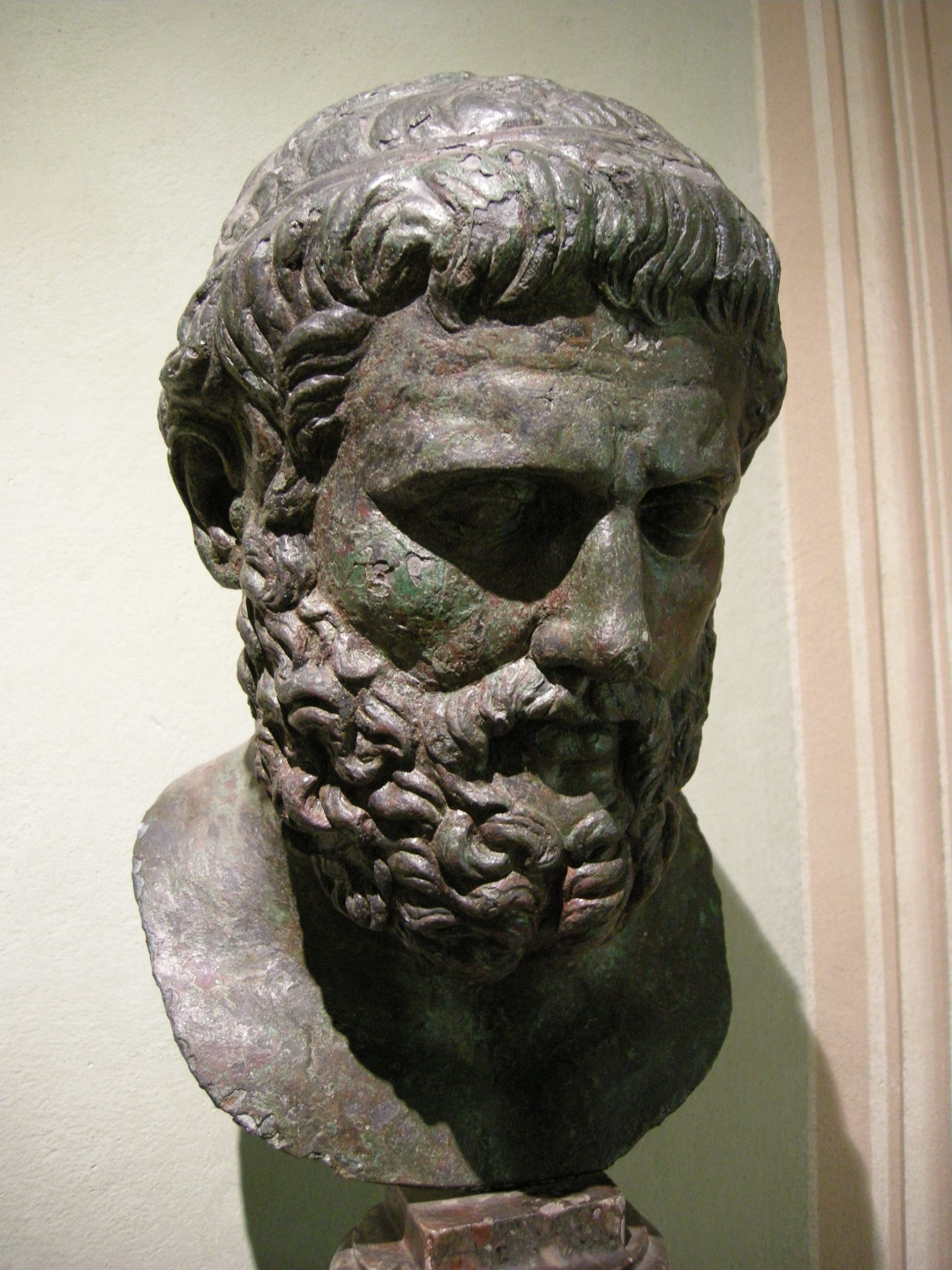
Sophokles

Das Drama Ödipus auf Kolonos von Sophokles wird posthum erstmals aufgeführt. Es steht als Teil der „thebanischen Trilogie“ inhaltlich zwischen den Dramen König Ödipus und Antigone, wird allerdings erst als letzter der drei Teile aufgeführt.

## Geboren
- (oder 402 v. Chr.): Phokion, athenischer Feldherr und Politiker

## Gestorben
- Klearchos, spartanischer Flottenführer
- Kyros der Jüngere, persischer Prinz
- Proxenos von Theben, griechischer Heerführer (* 431 v. Chr.)